# Neurohelea
Neurohelea is een geslacht van stekende muggen uit de familie van de knutten (Ceratopogonidae).

## Soorten
- N. luteitarsis (Waltl, 1837)
- N. macroneura (Malloch, 1915)
- N. nigra Wirth, 1952